# Голованов Олег Сергійович
Голованов Олег Сергійович (17 грудня 1934 — 24 травня 2019) — радянський академічний веслувальник.
Олімпійський чемпіон 1960 року в складі розпашної двійки без стернового, учасник 1964 року.
Срібний призер Чемпіонату світу 1962 року в складі розпашної двійки без стернового.
Срібний призер Чемпіонату Європи 1959 року в складі розпашної двійки без стернового.